# Escuma titani
Les escumes de titani són un nou tipus de material que, per les seves característiques úniques, han suscitat un gran interès en diversos camps tecnològics sobretot en el mèdic. Aquestes espumes combinen algunes virtuts dels metalls, amb els avantatges estructurals de les escumes.
Donades les excel·lents característiques de biocompatibilitat, propietats mecàniques, baixa densitat, resistència a la corrosió, així com propietats d'osteointegració, l'aliatge Ti-6AL-4V sobresurt d'entre les més populars per ser usada en la fabricació d'implants mèdics; però la implementació d'aquesta aliatge com una peça sòlida encara genera problemes de subjecció a llarg termini a causa de la diferència de rigidesa entre l'implant i el teixit ossi. el desenvolupament de nous processos de conformat permet la generació de peces complexes amb les quals es poden explotar plenament les propietats d'un material determinat.

## Antecedents
Les escumes metàl·liques van ser proposades el 1943 per Benjamin Sosnik. Encara que en aquesta època la tecnologia no era suficient per crear industrialment i el procés original de fabricació era molt arriscat, Sosnik va aconseguir fer una escuma metàl·lica d'alumini amb mercuri. La tecnologia de creació d'escumes metàl·liques ha millorat en els últims anys, però, les seves aplicacions segueixen en desenvolupament i revisió.

## Fabricació i desenvolupament
Per a la seva fabricació la pols d'hidrur de titani és manufacturat en barres que es col·loquen entre dues làmines d'acer i s'escalfa a 650 °C. a aquesta temperatura el material s'expandeix i crea enllaços a manera de microsoldaduras amb les plaques d'acer. En els assaigs fets fins ara aquest material no trenca a altes tensions sinó que es deforma de manera plàstica absorbint grans quantitats d'energia. Tècnics del mateix Institut on es va descobrir aquest material ha desenvolupat una pròtesi òssia humana fabricada a partir d'escuma de titani. Amb aquest nou material s'aconseguirà que la pròtesi tingui una flexibilitat similar al de l'os primitiu i d'altra banda afavoreix el que l'os segueixi creixent dins de l'escuma fins a arribar a generar un os part metàl·lic i part ossi. D'aquesta forma els porus de l'escuma afavoreixen que el teixit viu vagi ocupant la pròtesi d'escuma creixent a l'interior vasos sanguinis i material ossi.